# کوفته‌گری
کوفته‌گری صنعتی است برگرفته از ساخت اشیاء آهنی که به‌صورت هنری توسعه یافته است. این صنعت یا هنر از دوره هخامنشیان با ساخت جنگ‌افزار و مهر رایج بوده، اما آن‌چه امروزه از این هنر می‌شناسیم یعنی استفاده از فولاد و زرکوبی و مطلاکاری روی آن، از دوره سلجوقیان رواج یافته است. در دوره صفویه که مذهب شیعه در ایران رسمیت یافت، این هنر در علامت‌سازی و ساخت مجسمه حیوانات و پرندگان برای تزیین علامت رایج شده‌است. در دوره قاجار هم علامت‌سازی توسعه زیادی یافت و روش‌های مختلفی در این هنر به‌کار گرفته شد.
در هنر کوفته‌گری برای ساخت اشیاء گوناگون، ابتدا قسمت‌های مختلف طرح را روی کاغذ کشیده، سپس طرح را روی ورق فولادی منتقل نموده و برش می‌زنند. سپس ورق فولادی را درون کوره قرار می‌دهند تا کاملا سرخ شود، فولاد سرخ شده را روی سندان چکش‌کاری می‌کنند تا شکل مورد نظر به‌دست آید. پس از ساخت قسمت‌های مختلف شیء آن را با جوش آهن یا برنج به یکدیگر متصل می‌کنند تا طرح کاملی از شیء حاصل شود.
در این رشته از هنر که قدمت زیادی دارد، هنرمند به ساخت اشیاء و حجم‌هایی با جنس فولاد می‌پردازد که سطح رویی آن‌ها با مفتول طلا، برنج یا نقره طراحی و نقش‌اندازی می‌گردد. کوفته‌گری همان طلاکوبی بر روی فولاد است. در گذشته طلاکوبی روی فلزاتی مانند مس، برنج مفرغ، نیز انجام می‌شد.